# Dead City Radio and the New Gods of Supertown
"Dead City Radio and the New Gods of Supertown" to piosenka heavymetalowa stworzona na piąty album studyjny amerykańskiego wokalisty Roba Zombie pt. Venomous Rat Regeneration Vendor (2013). Wyprodukowany przez Boba Marlette'a, utwór wydany został jako pierwszy singel promujący krążek dnia 5 marca 2013 roku. W piosence Zombie narzeka na aktualne brzmienie rockowych stacji radiowych. Wideoklip do utworu miał premierę na początku kwietnia 2013. W teledysku wystąpiła żona wykonawcy, aktorka Sheri Moon Zombie.

## Pozycje na listach przebojów
| Kraj              | Notowanie (2013)       | Wydawca   | Najwyższa pozycja |
| ----------------- | ---------------------- | --------- | ----------------- |
| Stany Zjednoczone | Mainstream Rock Tracks | Billboard | 15                |